# Авоян, Вараздат Мкртичевич
Варазда́т Мкрти́чевич Авоя́н (арм. Վարազդատ Ավոյան; 7 ноября 1947, село Мец Сариар, Ахурянский район) — бывший депутат парламента Армении.

## Биография
- 1965—1970 — Ленинаканский педагогический институт. По образованию учитель-психолог. Был членом КПСС.
- 1970—1985 — работал рабочим, журналистом, секретарем ВЛКСМ комитета института, инструктором в Гюмрийском горкоме[чего?], начальником отдела культуры горсовета Гюмри.
- 1985—1990 — второй, затем первый секретарь Гюмрийского райкома КПА.
- 1992—1995 — секретарь Верховного совета Армянской ССР[прояснить].
- 1995—1999 — депутат парламента. Член постоянной комиссии по внешним сношениям. Член партии «Рамкавар-Азатакан Армении».